# Жаб'ївський район
Жаб'ївський район — колишній район Станіславської (з 9 листопада 1962 р. — Івано-Франківської) області УРСР. Адміністративним центром району було селище Жаб'є.

## Адміністративний устрій
Жаб'ївський район утворений Указом Президії ВР СРСР від 17 січня 1940 р. з ґмін Жабє, Гринява і Ясєнюв Ґурни Косівського повіту Станіславської області УРСР.
Указом Президії Верховної Ради УРСР 23 жовтня 1940 р. Хорцівська сільська рада передана з Жаб’євського району до Кутського району.
У 1941—1944 роках територія району входила до складу Коломийської округи дистрикту Галичина. Після повторного захоплення території району Червоною армією в липні 1944 р. було відновлено довоєнний Жаб'ївський район з усіма адміністративними органами і розпочато примусову мобілізацію чоловіків.
Станом на 1 вересня 1946 року площа району становила 1200 км², сільських рад — 19.
На 22.01.1955 в районі залишилось 18 сільрад.
Указом Президії Верховної Ради УРСР від 30 грудня 1962 року Жаб'ївський район ліквідовано, а територію приєднано до Косівського району..

## Діяльність ОУН і УПА
На території району діяла районна організація ОУН, очолювана районним проводом ОУН, який підпорядковувався Косівському надрайонному проводу ОУН.
За даними облуправління МГБ у 1949 р. в Жаб'ївському районі підпілля ОУН найактивнішим було в селах Гринява, Бистрець і Зелене.

## Адміністративний поділ станом на 1 вересня 1946 року[6]
- Берестечківська сільська рада
  - село Берестечко
- Бистрецька сільська рада
  - село Бистрець
  - хутір Руський
  - хутір Черлений
- Верхньоясенівська сільська рада
  - село Буковець
  - село Верхній Ясенів
  - хутір Вишневецький Ясенів
  - хутір Вівсик
  - хутір Заріччя
  - хутір Млинський
  - хутір Рівня
- Головівська сільська рада
  - село Голови
  - хутір Біла Річка
  - хутір Підкримниця
  - хутір Середній Костівський
  - хутір Чорна Річка
- Гринявська сільська рада
  - село Гринява
  - хутір Високий
  - хутір Голошина
  - хутір Каптара
  - хутір Кобила
  - хутір Тарночки
  - хутір Тикич
- Довгопільська сільська рада
  - село Довгопілля
  - хутір Кохан
- Жаб'ївська сільська рада
  - село Жаб'є
  - хутір Великий Присліп
  - хутір Великий Ходак
  - хутір Випче
  - хутір Гробовець
  - хутір Ільці
  - хутір Красник-Підкостриччя
  - хутір Підскринта
  - хутір Підпогар
  - хутір Підсиниці
  - хутір Слупейка
- Замагорівська сільська рада
  - село Замагора
  - хутір Блехавий
  - хутір Випчин
  - хутір Дубівський
  - хутір Магора
- Зеленська сільська рада
  - село Зелена
  - хутір Топільче
  - хутір Шибеник
  - хутір Явірник
  - хутір Яструбці
- Красноїлівська сільська рада
  - село Красноїлів
  - хутір Вигода
  - хутір Дубівський
  - хутір Жолоби
- Кривопільська сільська рада
  - село Кривопілля
  - хутір Буковин
  - хутір Вигода
  - хутір Малий Ходак
  - хутір Чорний потік
- Криворівнянська сільська рада
  - село Криворівня
  - село Бережниця
  - хутір Буковин
  - хутір Заріччя
  - хутір Присліп
- Перехресненська сільська рада
  - село Перехресне
  - хутір Дубівський
  - хутір Заплаїк
  - хутір Запотік
- Полянківська сільська рада
  - село Полянки
  - хутір Шпитківка
- Пробійнівська сільська рада
  - село Пробійнівка
  - хутір Грамотний
  - хутір Козубейки
  - хутір Стовпні
- Стебнівська сільська рада
  - село Стебнів
  - хутір Гутин
  - хутір Павликівський
- Устеріківська сільська рада
  - село Устеріки
  - хутір Плоский
- Черемошнянська сільська рада
  - село Черемошна
  - хутір Потік
- Яблуницька сільська рада
  - село Яблуниця
  - хутір Сеньківський